# バンシアン・ファンタジー
バンジアン・ファンタジー (Bangsian fantasy) とは、死後の世界を主な舞台として、歴史上の有名人や架空の人物などの登場人物が行動したり交流したりするファンタジーのジャンルである。このジャンルは、この作品をよく書いたジョン・ケンドリック・バングズ（1862-1922）にちなんで名付けられた。

## 概要
E・F・ブレイラーは、1983年に発表した『Guide to Supernatural Fiction』の中で、「バングスの最も注目すべき功績は、文学の類型化に貢献したことである。つまり、重要な文学者や歴史上の人物が、細い筋書きの中でユーモラスに登場する、いわゆるバンジアン・ストーリーである。バングズはこのサブジャンルを発明したわけではないが、彼の作品はこのサブジャンルに知名度と文学的地位を与えたのである」と述べた。
ブレイラ―の定義では、登場人物が黄泉の国に住んでいる代表的なAssociated Shadesシリーズを含むバングスのいくつかの物語が、死後の世界を舞台にしていることは考慮されていない。ジェス・ネビンズの2003年の定義（『Heroes & Monsters: The Unofficial Companion to the League of Extraordinary Gentlemen』）によると、「様々な有名な男女の幽霊が集まり、様々な、通常は陽気な冒険をする死後の世界のファンタジー」であり、Rama Kunduの2008年の定義と密接に一致している。

## バンジアン・ファンタジーの代表的な作品

### バングズ著
『Associated Shades』の4冊は、小説というよりはコレクションといえるかもしれない。少なくとも最初の3冊は、Harper & Brothersから書籍として出版される直前に、Harper's Weeklyに連載されたものである。(バングズは1889年から1900年までジョージ・ハーベイの「ハーパー」誌のユーモア・エディターを務めていた）。絵はすべてピーター・ニューウェルが担当している。
- A House-Boat on the Styx (1895)
- The Pursuit of the House-Boat (1897)
- The Enchanted Type-Writer (1899)
- Mr. Munchausen (1901)

### その他
- フィリップ・ホセ・ファーマー『リバーワールド』シリーズ（1971年～）[3]
- ジャネット・モリス『地獄の英雄』シリーズ（1986年～）[4]